# پیتر جفی
پیتر جفی (انگلیسی: Peter Jaffe؛ ۲۲ نوامبر ۱۹۱۳ – ۲۰ اوت ۱۹۸۲) ورزشکار اهل بریتانیا بود.
وی در مسابقات کشوری و بین‌المللی در مجموع برندهٔ ۱ مدال نقره شده‌است.